# John Sitaras
John Sitaras es un profesional estadounidense de fitness, el creador del método Sitaras y el fundador de Sitaras Fitness en Nueva York. Su método supone un sistema de evaluación global preliminar similar a un reconocimiento médico detallado, para crear un entrenamiento adaptado a la aptitud genética de cada estudiante, su nivel de condición física, su estado de salud y sus objetivos. La evaluación se reanuda periódicamente para identificar qué músculos se desarrollan o se debilitan. Sitaras es el entrenador personal de algunas personas de alto perfil desde diversos ámbitos, como el magnate George Soros, el economista y expresidente de la Reserva Federal Paul Volcker, el ex CEO de General Electric Jack Welch, el productor David Geffen o el campeón de NASCAR Jimmie Johnson.

## Primeros años
John Sitaras nació en Quíos, Grecia, en 1972. Su familia se mudó a Estados Unidos (se establecieron en Brooklyn) cuando él tenía 3 meses de edad. Allí él crio en un barrio peligroso, presenciando y experimentando la violencia de pandillas. Siendo consciente de su cuerpo delgado, comenzó culturismo a la edad de 17 años, compitiendo en fisicoculturismo en menos de un año y acabando en cuarto lugar en su primera competición regional (1992). Casi al mismo tiempo, se matriculó en el College de Brooklyn, donde tomó cursos de pre-medicina, incluyendo psicología y nutrición. En 1993, debido a razones financieras, dejó la escuela para centrarse en el culturismo.
En 1995, cuando él y su mejor amigo, Boris Levitsky, estaban almorzando frente a un restaurante de Brooklyn, los dos fueron atacados por una pandilla local, dejando a Levitsky muerto y a Sitaras en una silla de ruedas durante cinco meses. El ataque puso fin a su carrera de culturismo y también le causó una profunda depresión. Después de recuperarse, Sitaras trabajó por un tiempo en varios lugares, como valet parking, conducción de camiones e incluso actuando. Luego retomó su interés en el campo del fitness, trabajando en gimnasios locales, donde desarrolló su clientela y reputación. También trabajó en la Academia Americana de Medicina del Dolor del Hospital Lenox Hill, donde pasó 18 meses aprendiendo el sistema para el tratamiento del dolor agudo y crónico, espasmos musculares y los protocolos pre-post-rehabilitación.

## Sitaras Fitness
En su carrera como profesional de fitness, John Sitaras creó su propio sistema y, a medida que desarrollaba un buen seguimiento, se embarcó en un plan para abrir su propio gimnasio. Su plan fue financiado por algunos clientes importantes de Wall Street, que invirtieron cerca de 1,5 millones $. El club Sitaras Fitness fue inaugurado en noviembre de 2007, en el Upper East Side, Manhattan. Se convirtió rápidamente en un lugar frecuentado por personas de alto perfil desde diversos ámbitos, como el magnate George Soros, el economista y expresidente de la Reserva Federal Paul Volcker, el ex CEO de General Electric Jack Welch, el productor David Geffen o el campeón de NASCAR Jimmie Johnson.
Además del programa de fitness, el gimnasio también se convirtió en un lugar de socialización entre estos miembros. Al mismo tiempo, apareció la necesidad de ajustar los horarios a fin de garantizar que las personas que no se llevan bien en el mundo empresarial están trabajando en períodos distintos de tiempo. Sitaras ha mencionado en una entrevista que él es cuidadoso para seleccionar "las personas que vienen aquí por las razones equivocadas", tales como la proximidad a los artistas de alto perfil. Asimismo, añadió que no todos sus clientes son famosos, el principal requisito de admisión es tener una alta motivación y tomar el programa en serio.
Una disputa entre los accionistas apareció en diciembre de 2008, cuando, en el contexto de la crisis económica, tres de los nueve miembros de la junta querían hacer grandes cambios en el club con el fin de aumentar la membresía y los beneficios. Ellos trataron de derrocar al Sitaras como director general mediante la reducción de su participación (53%) y transformar el gimnasio en un club más convencional. Otros accionistas lo apoyaron y las cuotas de los tres disidentes fueron compradas. La membresía del gimnasio se mantuvo en un máximo de 200 (en marzo de 2012, había 144 miembros).

### Método Sitaras
El método Sitaras consiste en un sistema de evaluación global preliminar (que puede durar entre 6-12 sesiones) para evaluar la flexibilidad, la aptitud cardiorrespiratoria, la fuerza, la resistencia, y el tejido graso del cuerpo. Sitaras tiene en cuenta la musculatura única de la persona, las diferencias entre los lados derecho e izquierdo del cuerpo, los partes diferentes de cada músculo y los dos tipos principales de fibras musculares (de fuerza y de resistencia), con el fin de crear un entrenamiento adaptado a la aptitud genética de cada estudiante, su nivel de condición física, su estado de salud y sus objetivos. Una meta importante es desarrollar el equilibrio muscular, que es la base de objetivos más específicos, tales como la estética, la fuerza y la flexibilidad, o el desarrollo de una habilidad deportiva más poderosa. Los estudiantes deben comprometerse a trabajar por lo menos dos veces a la semana y están sujetos a verificaciones. Se reanuda la evaluación muscular cada tres meses para identificar qué músculos se desarrollan o se debilitan. Basándose en la evaluación de los músculos, los programas de fitness se ajustan o se rediseñan. Los alumnos también pueden seguir los cambios físicos detallados de sus cuerpos, dándole motivación y estimulación.
El método se emplea también en la recuperación física. Entre los más conocidos de beneficiarse de ella, Jack Welch dijo que logró recuperar su fuerza física después de una infección por estafilococo que lo dejó en coma por 108 días y después dejó atrofiadas partes de sus brazos y piernas.
El concepto de este método se basa en la experiencia inicial de Sitaras como entrenador físico, especialmente en cuanto a la falta de un enfoque científico en este campo, el entrenador siempre tiene a su disposición sólo un conocimiento empírico de la condición corporal de su cliente. Se considera necesaria una evaluación inicial, similar a un reconocimiento médico detallado para proporcionar el tratamiento adecuado. Se necesita además una evaluación adaptada a los objetivos de fitness que pueden dar informaciones detalladas y ayudar al entrenador analizar el estado físico de sus clientes por un período de tiempo suficiente. Esto permitiría a investigar lo que se necesita por una comprensión mejor del caso particular de cada individuo. La ubicación y la severidad de los inflamaciones en músculos y tendones también difieren entre personas, lo que significa que los ejercicios requeridos deben ser diferentes.
Sitaras desarrolló el sistema durante cinco años, registrando las mediciones y los datos antes y después de los ejercicios y estudiando la mejor forma de investigar los principios y fundamentos de los efectos del entrenamiento físico. Cuando comenzó a poner en práctica este método, describió su enfoque como inspirado de la arquitectura, en primer lugar una fundación debe ser creada, luego planificando la estructura tomando en cuenta los requerimientos de los clientes. El método, la intensidad y la frecuencia de un programa de acondicionamiento se establece analizando factores básicos como edad, historias clínicas y habilidades.

### Jimmie Johnson
Una de las personas más asociadas con el método Sitaras es Jimmie Johnson, piloto de carreras en la Copa NASCAR. La colaboración con John Sitaras comenzó en diciembre de 2007, poco después de que Johnson fue nombrado el Piloto del Año 2007. La evaluación inicial reveló que una mitad de su cuerpo era mucho más fuerte, después de habituarse a compensar la fuerza G rezultante de maniobras de giro a la izquierda (como piloto de carreras). Sitaras creó entrenamientos específicos para equilibrar la fuerza de Johnson, un programa de correr y destacó la importancia de una dieta adecuada. En dos años, el porcentaje de grasa corporal de Johnson disminuyó del 20% al 8% (visible también en el cambio de la forma de su cara), mientras que su fuerza y resistencia fue muy mejorada.
Jimmie Johnson fue el primer piloto de carreras nombrado como Atleta Masculino del Año (en 2009), por Associated Press. Además ha ganado el premio del Piloto del Año en cuatro ocasiones, la más reciente en 2010. Su historia acerca de su colaboración con Sitaras y la importancia del fitness y de la nutrición en su carrera ha sido cubierta en varios medios de comunicación nacionales. Él también le dio al equipo GAINSCO la idea de utilizar este método.

### Asociaciones internacionales
En 2012, John Sitaras firmó un acuerdo con Shilla, un hotel de lujo de Corea del Sur, anunciando que a principios de 2013 se inaugurará en Seúl el Centro de Fitness Shilla-Sitaras. El centro fue inaugurado el 1 de agosto de 2013.

## Ámbito público
John Sitaras aparece regularmente en programas de televisión de EE. UU., explicando los beneficios de los ejercicio físicos y compartiendo ejemplos y consejos.
En 2013, como el instructor jefe de la revista Golf Digest (edición coreana), escribió una serie de artículos sobre la musculatura y mejora del equilibrio del cuerpo para los jugadores de golf.
En 2014, John Sitaras fue uno de los 23 griegos y griego-americanos presentados en "Greeks Gone West", una serie de cortometrajes, compartiendo su historia sobre cómo ha trabajado duro a través de las partes más difíciles de su viaje para tener éxito en los Estados Unidos. La serie recibió el apoyo de la Embajada de los Estados Unidos en Atenas y el periódico nacional griego Kathimerini.

## Fundación
En 2008, Sitaras Fitness fue un donante destacado en la subasta de la Gala de los Premios Princesa Grace en Nueva York. John Sitaras también fue un invitado especial para Turn 2 Foundation, una organización de caridad fundada por Derek Jeter, con la misión de ayudar a niños y adolescentes a evitar las drogas y la adicción al alcohol y para recompensar a aquellos que muestran un alto rendimiento académico y adoptan estilos de vida saludables. Como nativo de Brooklyn, enseñó a los niños de Brooklyn y el Bronx sobre los rigores del fitness y las recompensas de perseguir sus sueños.
El 7 de julio de 2012, en el evento de recaudación de fondos "Unmasked" en Bridgehampton, Nueva York patrocinado por Alexander Soros, una suscripción a Sitaras Fitness fue subastada en favor de la ONG Global Witness, una organización que lucha contra los conflictos y la corrupción relacionadas con los recursos naturales y los abusos ambientales y de derechos humanos asociados.
John Sitaras fue uno de los principales recaudadores de fondos de la Sociedad Americana del Cáncer al evento "Over The Edge" en 2012, descendiendo en rápel un rascacielos.